# Frankfurtski sajam knjiga
Frakfurtski sajam knjiga (njem. Frankfurter Buchmesse) najveći je i najpoznatiji međunarodni sajam knjiga i nakladništva koji se svake godine održava u Frankfurtu sredinom listopada, najčešće tijekom pet dana.
Mjesto je susreta izdavača iz cijelog svijeta na kojem se razmjenjuju iskustva, dogovaraju poslovi i suradnje te kao niti jedan drugi sajam pruža autorima i izdavačima platformu za plasman knjiga na svjetska tržišta. Paviljoni i štandovi mjesta su na kojima se pokazuje moć društva, odnosno moć kojom neka zemlja predstavlja svoju nacionalnu književnost.
Svake godine sajam predvodi zemlja gost, na čiju se književnost tijekom sajma stavlja dodatni naglasak, osim 1982. kad je bio posvećen svjetskim religijama i 1984. kada je naglasak stavljen na djela Georgea Orwella. Redovito se, u okviru otvorenja sajma u Crkvi sv. Pavla, dodjeljuje Nagrada za mir, koju obično uručuje Predsjednik Njemačke ili neki visoki državni dužnosnik i Nagrada za najotkačeniji naslov godine, koja se dodjeljuje izdavačima i autorima knjiga s neobičnim naslovom.
Sajam prosječno posjeti oko 280.000 posjetitelja.

## Vanjske poveznice
- Službene stranice sajma